# Desmoscolex cristatus
Desmoscolex cristatus is een rondwormensoort uit de familie van de Desmoscolecidae.